# Centre de Llançament de satèl·lits de Jiuquan
El Centre de Llançament de Satàl·lits de Jiuquan (en xinès: 酒泉卫星发射中心 i en anglès: Jiuquan Satellite Launch Center o bé JSLC) és un centre de llançament de vehicles espacials de la República Popular de la Xina. Forma part de la Ciutat Aeroespacial de Dongfeng (Base 10), que està ubicat a la província de Gansu, al nord-oest de la Xina, al desert del Gobi, prop de les antigues runes de la Gran Muralla Xinesa. Tot i estar situat en una zona desèrtica, el poble és un oasi, alimentat pel riu Ruoshui. Des d'aquí, la Xina va llançar el seu primer satèl·lit artificial, la primera nau no tripulada i els vols tripulats.

## Història
Es va crear en el 1958, sent el primer dels tres cosmòdroms de la Xina. Hi ha hagut més llançaments xinesos a Jiuquan que en qualsevol altre lloc. Igual que amb totes les instal·lacions de llançament de la Xina són remotes i, en general tancades als estrangers. S'anomena així, ja que Jiuquan és el centre urbà més proper, tot i que Jiuquan és a la província de Gansu.
El Centre de Llançament de Satèl·lits és una part de la ciutat espacial de Dongfeng (东风航天城), també conegut com a Base 10 (十号基地) o Base de Dongfeng (东风基地), que també inclou les instal·lacions de proves de llançaments de la PLAAF, un museu de l'espai i un cementiri de màrtirs (东风烈士陵园).
El JSLC s'utilitza generalment per llançar vehicles a òrbites baixes i mitjanes amb grans angles d'inclinació orbital, així com les proves de míssils de mig a llarg abast. Les seves instal·lacions proporcionen la tècnica i donen suport a totes les fases dels llançaments de satèl·lits. El lloc inclou el Centre Tècnic, el Complex de Llançament, el Centre de Control de Llançaments, el Centre de Control o Comandament de Missió, com també diversos sistemes de suport logístic.
El centre cobreix una enorme extensió de 2.800 km² i pot contenir 20.000 treballadors. Les instal·lacions i l'equip de suport en el llançament van ser modelats probablement en els homòlegs soviètics, ja que la Unió Soviètica, probablement va donar suport tècnic a Jiuquan.
El centre de llançament ha estat el centre de molts dels afers espacials xinesos, incloent el seu primer satèl·lit, el Dong Fang Hong 1 en el 1970, i la seva primera missió espacial tripulada, el Shenzhou 5 en el 15 d'octubre de 2003.
El Shenzhou 6, va ser el segon vol espacial tripulat de la Xina, llançat el 12 d'octubre de 2005 en un coet Llarga Marxa, des del JSLC.
El Shenzhou 7 va ser llançat el 25 de setembre de 2008 per un coet Llarga Marxa 2F (CZ-2F), que va ser elevat des del JSLC. Aquesta va ser la tercera missió de vol espacial tripulada del programa espacial xinès. La missió, que incloïa una activitat extra-vehicular (EVA) duta a terme pels membres de la tripulació, Zhai Zhigang i Liu Boming, va marcar el començament de la segona fase del Projecte 921 del govern xinès.
La nau espacial xinesa no tripulada anomenada, Shenzhou 8 es va enlairar el 31 d'octubre de 2011. És l'últim pas en el que seria un esforç de deu anys pel país per col·locar una estació espacial tripulada permanent en òrbita.
El quart vol espacial tripulat de la Xina, el Shenzhou 9, va ser llançat des del JSLC el 16 de juny de 2012 a les 18:37 hora local (10:37 GMT). La missió planificada de 13 dies inclou la primera taikonauta de la Xina i es va retrobar i acoblar amb el mòdul espacial Tiangong-1 el juny del 2012.

## Zones de llançament
- Zona de llançament 2, amb 3 subzones de llançament:
  - LA-2A: CZ-1, DF-3, DF-5
  - LA-2B: CZ-2A, CZ-2C, CZ-2D, FB-1

- Zona de llançament 3, amb 2 subzones de llançament: DF-1, DF-2, R-2.

- Zona de llançament 4 (Zona de Llançament del Sud), amb 2 subzones de llançament, única instal·lació actual activa: 
  - SLS-1: El llançador CZ-2F a prop de les Instal·lacions de Muntatge Vertical.
  - SLS-2: CZ-2C, CZ-2D i CZ-4C, operacional des del 2003